# Desig sexual hipoactiu
El desig sexual hipoactiu (en anglès: Hypoactive sexual desire disorder) és una malaltia reconeguda oficialment al Diagnostic and Statistical Manual of Mental Disorders.
La malaltia es caracteritza per la manca o absència de fantasies sexuals i de desig d'activitat sexual per un període. Per a ser reconeguda com a malaltia ha de causar preocupació o dificultar les relacions personals amb angoixa, aflicció, depressió, poca autoestima.
Fins al DSM-III-R (1987) era definida com a inhibició del desig sexual, en el DMS-IV (1994) es distingia entre desig sexual hipoactiu i aversió sexual. El DSM-III-R va estimar que prop del 20% de la població ha sofert un desig sexual hipoactiu.
Hi ha diversos subtipus de desig sexual hipoactiu: pot ser general o situacional, i pot ser adquirit o congènit. Possiblement les causes comprenen factors físics (baix nivell de testosterona, alts nivells de prolactina, problemes hormonals, problemes psiquiàtrics, ús de determinats fàrmacs,factors emotius i relacionals (incloent la depressió clínica). Pel seu tractament, en el cas de les dones, s'ha proposat el fàrmac Flibanserina